# 越智敬
越智 敬（おち たかし、1934年10月30日 - 2010年11月14日）は、日本出身のドイツで活躍したマンドリン奏者、作曲家。

## 生涯
愛媛県今治市生まれ。13歳の時からマンドリンを始めた。1954年、東京外国語大学に入学してイタリア語や英語などを学び、そのかたわら比留間きぬ子のプライベートスクールでマンドリンとギターを学んだ。大学卒業後の数年間、同スクールでマンドリンとギターの講師を務め、いくつかの団体にソリストとして参加したりテレビ・ラジオの録音の活動を行った。
1961年、ジークフリート・ベーレントの招きでドイツに渡り、ザールラント州ザールルイに居を構え、いくつかの音楽学校でフリーランスの教師を務め、ドイツマンドリン連盟の講師として活動した。また1961年から1974年までベーレントの結成したザールラント・ツップオーケストラで、1968年から1990年まで同じくベーレントの結成した全ドイツ・ツップオーケストラでコンサートマスターとソリストを務めた。その間、1966年にドイツ人のシルヴィア・ケルナーと結婚し、1973年にドイツ国籍を取得した。1977年にヘッペンハイムに移り、1999年に退職するまでマンハイム市立音楽大学で撥弦楽器を教えた。さらに青少年音楽教育連邦アカデミーで定期的に講師を務め、多くのセミナーを開催した。その他に多くのコンクールの審査員を務めた。
歌手のヘルマン・プライやエディト・マティス、指揮者のハンス・ツェンダーやブルーノ・マデルナと共演してヨーロッパ諸国や日本で公演を行い、40以上のCD録音を行っている。彼のためにジークフリート・ベーレント、フリート・ヴァルター、ベルント・ショルツ、ハインリヒ・コニエッツニーといった作曲家たちが曲を提供し、また自らも数曲作曲をした。

## 作品
- 日本古謡による3つの二重奏曲～2台のマンドリンのための（1969）
- 静動～マンドリン独奏のための（1973）
- 幻想曲第1番～マンドリン独奏のための
- 幻想曲第2番～マンドリン独奏のための
- お江戸日本橋を主題とする変奏曲～ツップオーケストラのための（1965）